# Tricliceras lobatum
Tricliceras lobatum är en passionsblomsväxtart som först beskrevs av Urban, och fick sitt nu gällande namn av R.B.Fernandes. Tricliceras lobatum ingår i släktet Tricliceras och familjen passionsblomsväxter. Inga underarter finns listade i Catalogue of Life.